# Prospero X-3
Prospero X-3, někdy nazývaný jen X-3, je jediný úspěšný satelit vynesený britskou raketou Black Arrow. Nese název podle postavy ze Shakespearovy hry Bouře. Start se konal 28. října 1971 na kosmodromu Woomera Missile Range v Jižní Austrálii a Velká Británie se tak stala po SSSR, USA, Francii, Japonsku a Číně, šestou zemí, která dokázala vypustit vlastní satelit pomocí své vlastní nosné rakety. Satelit byl umístěn na nízkou oběžnou dráhu s apogeem ve výšce 1582 km, perigeem v 534 km a se sklonem 82,05°. Dráha se stále snižuje a předpokládá se že do atmosféry vstoupí přibližně 100 let po startu, tzn. kolem roku 2071.
Satelit měl za úkol testování solárních článků, detekci mikroasteroidů a testování vybavení pro budoucí kosmické sondy. Tvarem připomínal dýni o průměru 1,2 metru a výšce 0,7 metru. Oficiálně byl provoz ukončen roku 1996 uzavřením pozemního řídícího střediska v Lashamu v hrabství Hampshire, avšak ještě roku 2006 bylo možné zachytit jeho vysílání na frekvenci 137.560 MHz. Model družice je vystaven v Londýnském Science Museum.